# Peter Norfolk
Pour les articles homonymes, voir Norfolk.
Peter Robert Norfolk OBE, né le 13 décembre 1960 à Londres, est un joueur de tennis handisport britannique.
Après un accident de moto à l'âge de 19 ans qui le laisse paraplégique, Peter Norfolk devient sportif handisport. Il participe à quelques tournois au cours des années 1990 puis se lance sur le circuit quad réservé aux joueurs handicapés des membres supérieurs.
Il est le premier athlète britannique à ramener une médaille paralympique en tennis, avec une médaille d'or en simple aux Jeux paralympiques d'été de 2004 à Athènes. Il représente de nouveau le Royaume-Uni lors des Jeux paralympiques d'été de 2008 à Pékin, remportant de nouveau l'or en simple, ainsi que le bronze en double avec Jamie Burdekin..

## Palmarès

### Jeux paralympiques
- médaillé d'or en simple quad en 2004
- médaillé d'or en simple quad en 2008
- médaillé d'argent en double quad en 2004
- médaillé de bronze en double quad en 2008

### Tournois majeurs
- Open d'Australie :
  - en simple quad 2004, 2008, 2009, 2010 et 2012
  - en double quad 2011 et 2012
- US Open :
  - en simple quad en 2001, 2003, 2004, 2006, 2007 et 2009
- British Open :
  - en simple quad en 2003, 2005, 2006, 2008 et 2011
- Japan Open :
  - en simple quad en 2004, 2005 et 2006